# William B. Spong

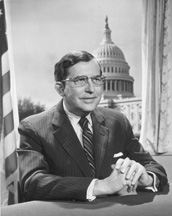
William B. Spong

William Belser Spong (* 29. September 1920 in Portsmouth, Virginia; † 8. Oktober 1997 ebenda) war ein US-amerikanischer Politiker der Demokratischen Partei. Von 1966 bis 1973 saß er für den US-Bundesstaat Virginia im US-Senat.

## Biographie
Spong wurde in Portsmouth in Virginia geboren. Dort besuchte er die örtlichen Schulen. Er studierte Jura an der University of Virginia sowie der University of Edinburgh. Während seines Studiums wurde er zum Militärdienst eingezogen, er diente von 1942 bis 1945 in der US Army während des Zweiten Weltkrieges. 1947 schloss er sein Studium und wurde als Rechtsanwalt zugelassen. Er eröffnete eine Kanzlei in seiner Geburtsstadt. Von 1948 bis 1949 war Spong als Dozent am College of William & Mary tätig.
Von 1954 bis 1955 saß Spong im Virginia House of Delegates. Von 1956 bis 1966 schloss sich die Mitgliedschaft im Virginia State Senate an. Dort engagierte er sich unter anderem für das Schulwesen.
US-Präsident Lyndon B. Johnson persönlich bat Spong darum, bei der Wahl zum US-Senat in Virginia im Jahr 1966 gegen den Amtsinhaber Absalom Willis Robertson zu kandidieren. Nach der erfolgreichen Wahl trat Robertson vor Ablauf seiner Amtszeit zurück. Der Gouverneur von Virginia, Mills E. Godwin, ernannte Spong zu dessen Nachfolger, weshalb Spong bereits zum 31. Dezember 1966 sein Amt antreten konnte. Bei den Wahlen 1972 wurde Spong von William L. Scott besiegt. 1973 schied Spong wieder aus dem Senat aus.
Nach seiner politischen Karriere war Spong wieder als Rechtsanwalt tätig. Zudem war er wieder Dozent am College of William & Mary. 1976 war er zudem Präsident der Anwaltskammer von Virginia. Von 1988 bis 1989 war er interimistisch Präsident der Old Dominion University. Bis zu seinem Tod lebte er in seiner Geburtsstadt. Er wurde auf dem University of Virginia Cemetery in Charlottesville beigesetzt.